# Nkoetye
Nkoetye est un village du Cameroun situé dans le département de la Mvila et la Région du Sud, en pays Bulu. Il fait partie de la commune de Biwong-Bulu. Il doit une partie de sa notoriété aux grottes préhistoriques de Mbil-Bekon (la « caverne aux fantômes ») . Mais c'est avant tout l'un des plus grands bassins de production de cacao de la région du Sud.

## Population
Lors du recensement de 2005, la localité comptait 884 habitants.